# 桜観
桜観（さくみ、Sakumi）は歌手、俳優、ヴォーカルトレーナー、振付師、作詞家。
1980年南永吾（みなみ えいご）としてポリドールレコードから、ハローグッバイでアイドルデビュー。
90年代は北岡 駿基（きたおか しゅんき、Kitaoka Shunki）と言う芸名で活動をし、
NHKの音楽番組ポップジャムにもSHYとしてレギュラー出演していた。
佐賀県佐賀市出身。血液型はO型。身長171cm、体重60kg。

## 来歴・人物
- 家族は、父(他界)、母、弟、妹の五人家族の長男として生まれる。幼少の頃から、母親の影響で自然に音楽に触れ、歌手を目指すようになった。
- 11歳の時、TBS『家族そろって歌合戦』に、兄弟三人で出場し優勝。都はるみの「北の宿から」を歌い最優秀歌唱賞を受賞したのがきっかけで、作曲家小林亜星に認められ、ナショナル洗濯機「うず潮」のコマーシャルソング「兄弟」を歌う事になる。この歌がカンヌ音楽祭世界大会で金賞を受賞。ちびっ子歌手として多くのテレビ番組に出演するようになる。
- 14歳の時に受けた文化放送『全日本ヤング選抜スターは君だ!』の初代グランプリを受賞。この年単身上京し翌1980年南永吾（みなみ えいご）としてアイドルデビューを果たす。同期には松田聖子、田原俊彦などが居たアイドル全盛期と呼ばれた時代のデビューで、1年間の短いアイドル時代に終止符を打った。
- 当時放送されていた人気ラジオ番組『吉田照美のてるてるワイド』の、オープニングテーマそして、「〜今夜も君に会えて良かった…〜」で始まるエンディングテーマを歌っていたのは、公表される事はなかったが南永吾当時の桜観であった。
- 高校に通いながら、夢をあきらめる事なく再出発した桜観は、高校卒業までの時間を『ザ・トップテン』→『歌のトップテン』（NTV）のリハーサルシンガーとして活動しながら、芝居やダンスのトレーニングを続けていた。当時リハーサルを担当した歌手は、アイドル時代同期であった田原俊彦、少年隊、チェッカーズ、徳永英明、とんねるずから吉幾三まで、ジャンルは幅広く、特に田原は、本人の振り付けをそのままにコピーしてリハーサルを務めていた事で、スタッフから次第にTOSHIと言う愛称で呼ばれるようになっていた。
- 高校卒業後本格的にミュージカルの世界に進出。ダンサーとコラボレーションしたライブステージを平行しながら、数々のミュージカル作品にメインキャストで客演として立ち、コレオグラファーとしても才能を発揮するようになる。
- 幼い頃から非常に霊感が強く、多数の不思議な体験を繰り返している事が口コミで伝わり、恐怖映画作品の除霊を頼まれたりする事もある。
- 桜観(sakumi)と言う芸名は、毎年春になると人々の心に、癒しと始まりの心を届ける桜の樹のように、歌や触れ合いを通して出逢う人にいつも自分自身こそが、桜の樹のような存在でありたいと願う気持ちを込めて付けられたものである。
- 桜観座主宰。独自のトータルレッスンを少人数で行い、プロのレッスンも含めて後輩の育成にもあたっている。
- 命の友と呼ぶ程の親友である演歌歌手田川裕之の為に書いた詞〜一恋橋(いちれんばし)〜が、作曲家平尾昌晃の目に止まり、2013年7月3日作詞家デビューを果たす。この詞は、桜観が10年前に書き、願いを込めて彼に渡した詞であった。
- 2015年11月3日浅草花やしき座初のミュージカル公演として、原作、脚本、演出、振付、主演をこなし、成功を収める。

　　この作品は、休憩も含め、四時間と言う長編舞台になったが、35周年記念公演として、
　　
一線のスタッフが結集し、自らの実体験も重ねながら、
　　東日本大震災で亡くした友人への追悼も込めて四年の構想を経て創られた作品だった。
- 2014年より業界各方面から歌唱トレーニングのオファーがあり、本格的にボーカルトレーナーとしてもスタート。大手プロダクション所属の俳優、タレントも含め、個人指導にあたっている。音楽座ミュージカル〜シャボン玉とんだ宇宙までとんだ〜ミラ役、そして星の王子さまにおいてのキツネ役を演じたことが、自分の人生の欠かせない自信や勇気、生きる力になったことを伝える為にもと、教え子達のレッスンでは、プロのアーティストの個人レッスンも含め、必ずレッスンの中に課題曲としてドリーム他シャボン玉のナンバーを重ね、今も独自のトレーニング方法で多くのプロを輩出している。
- 歌の教え子達を集めて結成した「チーム桜観座」と共に、2018年から浅草公会堂でテレビ埼玉の公開収録番組、「夢劇場歌謡フェスティバル」にもレギュラーで出演し、アーティスト桜観としても復帰を果たした。

## 出演番組

### テレビドラマ
- 崖っぷちのエリー〜この世でいちばん大事な「カネ」の話〜（2010年7月 - 9月、ABC・テレビ朝日） - レギュラー竹内雄太郎役

### 音楽番組(バラエティー)
•夢劇場歌謡フェスティバル
（2018年～2024年公開収録に参加、チーム桜観座と共に現在もレギュラー出演中） - BSフジ
　•爆報！THEフライデーSP　田原俊彦物語～ジュニアレッスン時代のダンスの先生役、及びシーン振り付け～(2019年12月、TBS)
- ポップジャム（1993年4月 - 1994年9月、NHK）番組内ユニットPJG＆SHYとして安室奈美恵、MAXと共にレギュラー出演。同メンバーの石川博幸と北岡駿基としてSHYを結成しCDデビュー。
- 音楽バラエティー夜にありがとう（NHK）
- HI-VISIONウィークエンドシアター〜ワルキューレ〜（2008年、NHK）
- 芸術劇場（2008年、NHK）
- 元旦朝から五時間生放送!（静岡第一テレビ） - 総合司会

### ラジオ番組(メインパーソナリティー)
- FM浦安

　　桜観茶屋Radio-Station〜ありがとうが言いたくて〜2015年1月〜
　School of Life〜桜観ステーション　2014年4月〜
- 文化放送

　　吉田照美のてるてるワイド〜オープニング、エンディングテーマ曲〜
　　飛び出せヤングアイドル!

## 舞台
- ★School of Life★〜神様に近い場所を探して〜

　　原作、脚本、演出、振付、主演
　　
2015年11月3日浅草花やしき座初のミュージカル公演で成功を収める。
- 都民芸術フェスティバル助成公演

　　ジョエルローウェルス演出
　　東京二期会オペラ公演〜ワルキューレ〜客演（2008年、東京文化会館）-火の神ローゲ役
- 音楽座ミュージカル〜星の王子さま〜キツネ役（青山劇場、東京芸術劇場）
- 音楽座ミュージカル〜シャボン玉とんだ宇宙までとんだ〜ミラ役
- 手話ミュージカル《幸せ色の青い空》九州ツアー準主演
- ミュージカル《アナザーコーラスライン》準主演（シアターアプル）
- 群馬県前橋市政百周年記念ミュージカル　客演
- 日韓パールボールイベントin東京ドームなど多数。

## ライブ、CD
- Sakumi.Dance-Collaboration Live〜恵比寿KITSUNE、六本木LOLLIPOP、SENSATION

　CHRISTMAS DINNER SHOW IN 仙台etc.〜(2003年)
- LEGEND OF SAKUMI原宿アストロホール(2004年)
- Sakumi-Live2005Morph-Tokyo(2005年)
- FMC-CHRISTMAS DINNER SHOW (2015年、2014年、2012年他)
- Sakura Night 226新宿ルイード(2007年)〜
- TEAM-SAKUMIZA in MORIYA守谷駅前広場(2011年、2012年、2013年、2014年)etc.〜

〜CD（レコード)〜
- 陸前高田復興支援イベント「TAKATA-FESTA」公式テーマソング 〜つむぎ〜の協力アーティスト24名の一人としてCDに参加。2016年5月14日発売。

- Don't Worry〜翼のついたアイツへ〜ビクターエンタティンメント(1994年)〜ポップジャムのデュオSHYとしてのCD
- Hello-Good byeポリドール(1980年)〜南永吾としてのデビュー曲

## 歌唱指導
- ミュージカル～リサとガスパール2018～主演キャストボーカルトレーニング

- 千葉魂III〜横内謙介監修

　千葉美浜文化ホール2015年3月14日、15日
　specialゲスト担当
- 千葉魂II〜横内謙介監修

　千葉美浜文化ホール2014年3月8日
　(平嶋夏海、浦野一美、松原夏海他担当)
- 横山ルリカ(アイドリング!!!)

　デビューシングル2013年6月〜2016年発売全シングル曲、アルバム曲トレーニング
- ソウルドリームズ(いしだ壱成他担当)東京芸術劇場シアターイースト　2013年5月28日〜6月2日

- 千葉魂〜美浜青春グラフティ〜横内謙介監修

　千葉美浜文化ホール五周年記念公演
　(平嶋夏海、浦野一美他担当) 2013年3月15日〜16日

## 振り付け、ステージング
〜アーティスト〜
山本リンダ
　•明日への翼(2022年1月26日発売シングル)
　　MVは、youtube、カラオケDAMで配信中(Dancer/チーム桜観座 )
- 50周年記念ライブ〜2016年6月1日中野サンプラザ
- 45周年記念ライブ〜La Linda〜  2011年2月25日〜27日品川ステラホール
- 40周年記念全国ツアー
- ふれあいステージ音楽の楽園全7曲NHK-BS
- シングルCD　　(踊りましょ!)、(真夜中のピエロ)、(リンダ)、(どうにもとまらない～ノンストップ)、(恋は花火か地の雪か)。
- カラオケDAM配信〜山本リンダメドレー〜

二見颯一
•   『二見颯一 やまびこコンサート2024in東京』(2024年7月5日)
- 『二見颯一 やまびこコンサート2023in宮崎』(2023年10月24日)

市川由紀乃
- 「市川由紀乃コンサート2017」〜2017年6月19日(東京エレクトロンホール宮城)

純烈
- 涙の銀座線〜振り付け(New-Version)〜
- ひとりじゃないから〜振り付け(New-Version)〜

谷龍介
- 良いことばかりじゃないけれど(2019年10月発売)
- 最後の夜だから～振り付け(2018年11月発売MV)
- 谷龍介クリスマスディナーショー2018振り付けステージング

北公次
- K-koji BIRTHDAY DINNER SHOW〜全振り付け、ステージング〜

〜テレビ番組〜
- 夢劇場音楽堂歌謡コンサート(BSフジ)～2024年、2023年、2022年、2021年、2020年、2019年、2018年

　　浅草公会堂公開収録、チーム桜観座、振り付け、構成、ステージング
　• 爆報！THEフライデーSP　田原俊彦物語振り付け～(2019年12月、TBS)
- きよしとこの夜（NHK）
- 日本歌手協会「第46回歌謡祭」石井明美、伊藤咲子他（BSTV東京）～2020年1月
- 日本歌手協会「第34回　歌謡祭」中西圭三、田川寿美他 （TV東京）

〜舞台、イベント振り付け〜
- 千葉魂II〜横内謙介監修

　ダンス振り付け
　千葉美浜文化ホール2014年3月8日
- 千葉魂〜美浜青春グラフティ〜横内謙介監修

　千葉美浜文化ホール五周年記念公演〜2013年3月15日〜16日
- 茨城県守谷商工会まつり

　地元よさこいソングお披露目の為の、
　チーム立ち上げ、振り付けの総指揮を取る。
　
市民を含めダンサー100名出演の、
チーム桜観座公演IN MORIYA2011、12、13、14年(野外ステージ)出演、振り付け。
- 千葉県市川市文化事業団企画【市民100人ミュージカル】他。

## 雑誌、CM
- 韓国ティーン向け芸能専門誌〜PORN〜(2004年)
- 女性月刊誌《Urb(アーブ)》(2006年)
- 資生堂「ギア」
- NTTドコモ
- 静岡ジャンボエンチョー